# 토끼전
《토끼전》(토끼傳) 또는 《별주부전》(鼈主簿傳), 《토생원전》(兎生員傳)은 조선의 고전 소설이다. 정확한 명칭은 《수궁전》(水宮傳)이다. 본래 구전되던 것이 조선 후기에 기록되기 시작하여 지금까지 전한다. 필사본 및 목판본의 이본이 다수 존재하며, 판본에 따라 결말 및 내용이 상이하다. 판소리 《수궁가》의 원 작품이고, 개화기 소설 「토끼의 간」이 소설로부터 창작되었다.

## 개요
토끼전은 ＜구토지설＞이라는 짧은 이야기에 근원을 두고 판소리 혹은 소설로 확장된, 조선 후기 판소리계 소설이면서 우화소설이다. 백제의 원수를 갚기 위해 고구려에 청병을 하러 갔던 김춘추는 보장왕으로부터 마목령과 죽령을 돌려 달라는 무리한 요구를 받게 된다. 이에 김춘추는 신하가 국가의 토지를 마음대로 할 수 없다고 답하였다가 옥에 갇혀 목숨이 위태로운 지경에 이른다. 이때 선도해라는 고구려의 대신이 김춘추를 찾아와 해준 이야기가 바로 ＜구토지설＞이다.
이 ＜구토지설＞은 석가의 전생 수행담인 인도의 본생설화나 중국의 불전설화 등과 밀접한 관련이 있다. 그러나 ＜구토지설＞은 이들 설화들과 동궤의 것이면서도 많은 차이를 지니고 있는데, 우선 석가모니 본생설화는 현재 이야기와 과거의 이야기, 그리고 현재 이야기의 인물과 과거 이야기의 주인공을 연결하는 이야기로 이루어져 있다. 한역 경전 또한 동일한 구조를 지니고 있지만 이러한 종교 설화로서의 형식은 한국에 들어와 민간 설화화하면서 완전히 탈색되어 과거의 이야기만 남아 있다. 이처럼 종교성이 탈각되고, 토끼와 별주부의 지략 대결이 중심이 된 한국화한 설화로 자리 잡으면서 ＜구토지설＞은 수궁가의 시초를 마련하였던 것이다. 여기에 나이 다툼 설화, 토끼의 위기 극복 설화 등 다양한 설화를 수용하면서 부연, 변용, 창작 과정을 거쳐 수궁가 혹은 토끼전이라는 판소리, 소설 작품으로 발전하였다.

## 등장 인물
- 토끼
- 별주부(자라)
- 용왕
- 문어

## 인물
토끼전은 용왕과 별주부, 그리고 토끼가 펼치는 속고 속이는 이야기 그 자체로도 흥미롭지만, 그 속에 조선 후기의 모순된 현실과 이를 바라보는 다양한 시각이 우언적으로 그려지고 있다는 점에서 더욱 흥미롭다.
토끼는 힘센 동물이나 인간으로 표상되는 지배계층의 핍박을 받으면서 힘겨운 삶을 살아가는 존재다. 별주부는 이런 토끼에게 수궁은 부귀영화를 누릴 수 있는 곳이라며 유혹한다. 별주부의 유혹에 빠진 토끼는 수궁이 자신의 고난을 해결해 줄 수 있는 꿈의 공간이라고 믿고 수궁으로 들어간다. 그러나 직접 가서 본 수궁은 자신이 갈망하던 그러한 세계가 아니라 육지보다 더 큰 위험이 도사리고 있는 세계임을 간파한 토끼는 용왕의 간 요구를 매몰차게 거부하고, 더 나아가 용왕을 철저하게 조롱하여 희화화시킨다. 이처럼 토끼는 체험을 통해 용왕과 수궁의 본질을 간파하고, 이에 대한 새로운 인식을 정립한 존재인 것이다. 즉 토끼는 용왕으로 표상되는 봉건 체제를 부정하고 더 나아가 개인의 자유로운 삶을 꿈꾸는 혁신적인 이념을 보여주고 있는 것이다.
별주부는 수궁 지배층의 일원이다. 그러나 별주부는 여타 수궁 인물들과는 전혀 다른 면모를 보인다. 육지에 나가 토끼 간을 구해오라는 용왕의 호소에 대해 모든 신하는 자신들의 안위만을 생각하며 용왕의 안위는 뒷전이다. 이때 별주부는 말석에서 기어나와 목숨을 건 육지행을 자청한다. 별주부의 목숨을 건 자원에는 자신의 한미한 상황을 극복하려는 계산이 깔려 있음직도 하다. 그러나 별주부의 자원은 자신의 안위만을 위해 육지행을 꺼리는 여타 신하들과 대비되면서 충을 실현하려는 그의 의지를 확연히 보여 준다. 토끼를 놓친 후에도 별주부는 자신의 충성이 부족함을 원망하고, 자신의 안위보다는 용왕과 사직의 안위를 걱정한다. 이처럼 별주부는 유교 사회의 전통 규범인 충을 드러내고 정당화하는 존재로서 유교적 규범의 운반체와 같은 존재다. 즉 별주부는 용왕으로 표상되는 봉건 체제를 신봉하고 이를 고수하려는 보수적인 이념을 현시하고 있는 것이다.
이로 볼 때, 토끼와 별주부의 대립은 혁신적인 이념과 보수적인 이념이 충돌하고 갈등하던 당대의 역사적 상황을 우언적으로 형상화한 것이다. 그러나 이러한 갈등이 단순하지는 않다. 아래의 두 편의 관극시(觀劇詩)는 ≪토끼전≫이 내포하고 있던 갈등의 실체를 보여준다.

- 龍伯求仙遣主簿(용백구선견주부)  용왕이 약 구한다 별주부를 보내려고
- 水晶宮闢朝鱗部(수정궁벽조린부)  수정궁에 물고기 모여 회의를 한다.
- 月中搗藥兎神靈(월중도약토신령)  달에서 약 찧는 신령스런 토끼를
- 底事凌波窺旱土(저사릉파규한토)  어찌하여 업신여겨 육지 엿봤나.

이 시는 19세기 중엽에 이유원이 남긴 ＜관극팔령팔수(觀劇八令八首)＞ 중의 하나다. 판소리 수궁가를 듣고 그 감상을 시로 남긴 것인데, 이유원은 토끼를 신령스런 동물로 평가하고 토끼에 대한 긍정적이고 우호적인 태도를 강하게 드러내고 있다. 그리고 병든 용왕을 구하기 위해 벌이는 어족회의 자체가 매우 헛되고 어리석은 것임을 강조하면서 풍자적 태도를 취하고 있다.
그런데 거의 같은 시기 송만재의 ＜관우희(觀優戱)＞에 들어 있는 기록은 이와는 상반된 평가를 내리고 있다.

- 東海波臣玄介使(동해파신현개사)  동해의 자라가 사신이 되어
- 一心爲主訪靈丹(일심위주방령단)  임금 위한 충성으로 약 구해 나섰네.
- 生憎缺口偏饒舌(생증결구편요설)  얄미운 토끼는 요설을 펴서
- 愚弄龍王出納肝(우롱용왕출납간)  간 두고 왔다고 용왕을 우롱하네.

이유원의 시와 내용은 비슷하지만 드러내고 있는 시각은 매우 상반적이다. 송만재는 자라의 충을 부각시키면서 토끼의 지략을 ‘요설’이라고 깎아내리고 ‘용왕을 우롱한다’고 비판하였다. 이처럼 토끼전에는 지배층에 대한 충성과 비판이 공존하고 있다. 그리고 이를 바라보는 독자들의 시각도 공존하고 있다. 이는 수궁가의 주제를 어느 한 방향으로 이해하기가 용이하지 않음을 암시하는 것이다.
주제뿐만 아니다. 현전 이본만 120여 종에 이르는 토끼전은 토끼전·별주부전·별토전·토별전·수궁용왕전·중산망월전·수궁가·수궁록 등으로 매우 다양한 명칭을 지니고 있다. 또한 종수(種數)나 다양한 명칭만큼이나 다양한 내용과 결말부를 가지고 있어 토끼전의 또 다른 특징을 형성하고 있다. 이처럼 주제, 명칭, 내용 등에 있어 일정한 합의 없이 다양성을 그 특성으로 하고 있는 토끼전은 조선 후기라는 이행기적 상황을 거치면서 이 과정에서 역사를 바라보고 이해하던 다양한 관점들이 혼란을 겪고 있던 시대적인 특성, 그리고 양반 문학과 서민 문학의 혼융으로 인한 향유층의 다양한 이해 등이 맞물린 결과라고 할 수 있다.
토끼전의 이러한 특징은 우화라는 형식상의 특징에도 기인한 바 크다. 일제 강점기 판소리가 전래동화로 개작될 때 심청전과 함께 제일 먼저 전래동화화된 것이 바로 토끼전이었으며 거기서 강조된 것은 별주부의 충성과 토끼의 지혜였다. 이처럼 토끼전이 어린이에게도 친숙한 작품이 될 수 있는 이유는 토끼전이 우화라는 형식적 특성을 지니고 있기 때문이며 조선후기에 토끼전과 같은 작품이 인기를 끌 수 있었던 것도 우화라는 특성에 기인한 바가 크다. 우화의 특징상 다양한 해석이 가능하였고, 그것은 조선 후기 다양한 지향들을 반영하기에 용이했을 것이기 때문이다.
한편 토끼전은 풍자와 더불어 해학이 넘쳐난다. 어족회의에서 중신들은 한결같이 무능력자 일색이었으며 급기야 용왕에 의해 ‘밥반찬거리와 술안주거리’로 희화화되며, 용왕 또한 자신을 포함한 조정을 ‘칠패 저잣거리’로 비유해 웃음거리로 만들어버리고 있다. 토끼전은 그것이 우화이기에 더욱 노골적인 재담과 음설이 동원될 수 있다.
작품의 결말부에서 토끼의 독수리 위기와 그물 위기 극복이 짧게 반복되는 대목 또한 하층민들에게 흥겨운 분위기를 만끽시켜 주기 위해 마련된, 판소리 특유의 미적 장치다. 그것은 당대 하층민들이 겪던 고단한 삶을 사실적으로 그리고 있으면서도 이를 극복하고자 했던 그네들의 염원·바람을 민중적 허구와 어우러지도록 한 낭만적 성격을 보다 강하게 담고 있는 것이다.
토끼전은 비장이 다른 작품에 비해서 적게 나타나는 대신 그 자리에 날카로운 풍자가 놓인다. 다른 어떤 작품도 감히 생각해 낼 수 없었던 봉건 국가의 통치 질서를 정면에서 비판하고 있는 풍자의식이 그것이다. 그리고 그러한 풍자를, 전편에 걸쳐 넘쳐흐르는 해학과 적절하게 배치해 놓았던 것이다. 풍자와 해학이 서로 별개의 차원에서 기능하고 있는 것이 아니라 풍자와 해학이 함께 어우러지고 있는 것이 작품의 실상인 것이다. 수궁가가 드러내고 있는 이러한 상반된 가치와 미학의 공존은 중세 해체기 당대인들의 다양한 가치의 공존과 그 지향을 반영하고 있는 것이다.

## 다른 표기법과 고려사항
이 작품의 제목은 간혹, '토끼와 자라', '토끼와 별주부'라는 표현을 다루기도 한다. 다만, '토끼와 거북이'로 할 경우, 이솝 우화에서 제목이 겹치는 작품이 있기 때문에 그러한 표현은 매우 적은 듯하다.

## 같이 보기
- 귀토지설
- 수궁가

## 참고 문헌
- 본 문서에는 지식을만드는지식에서 CC-BY-SA 3.0으로 배포한 책 소개글을 기초로 작성된 내용이 포함되어 있습니다.